# Крк
Крк или Велья (хорв. Krk, итал. Veglia, лат. Curicta) — остров в северной части Хорватии, возле далматинского побережья в заливе Кварнер.

## Общие сведения

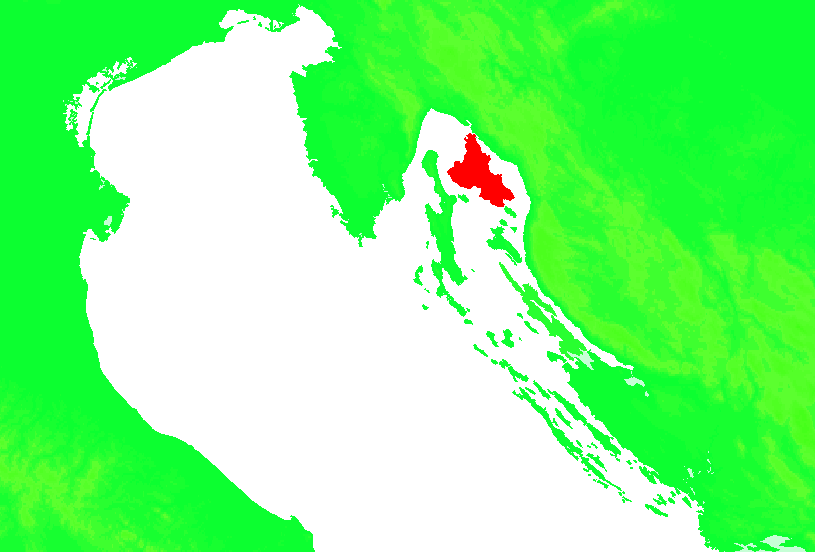
Карта острова

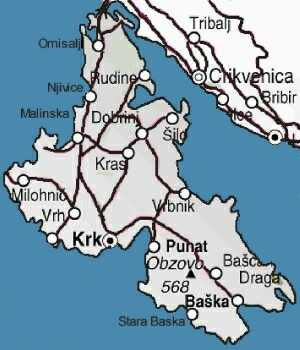
Карта острова

Крк, наряду с Цресом, — крупнейший остров Адриатики. Определение того, какой из двух островов больше, затруднено ввиду удивительной близости значений площадей двух островов и неточности измерения площади из-за изрезанности береговой линии, которая к тому же постоянно меняет очертания. Центральное бюро статистики Хорватии приводит для обоих островов одинаковую площадь — 405,78 км². По некоторым данным, Крк имеет площадь около 408 км² и всё-таки чуть больше Цреса.
Население острова — 17 860 человек (2001). Высшая точка — гора Обзова (568 м). Остров Крк отделён от далматинского берега узким проливом, через который переброшен Кркский мост длиной 1430 м, открытый в 1980 году. От островов Црес, Раб и полуострова Истрия Крк отделён заливом Кварнер. Остров связан регулярными паромными переправами с островом Црес (Валбиска-Мераг), островом Раб (Башка-Лопар). Здесь имеется аэропорт, обслуживающий также расположенный на материке город Риеку, терминал по приёму сжиженного природного газа в порту Омишаль.
Самые большие населённые пункты — города Крк (5491 жителей), Омишаль (2998), Малинска-Дубашница (2726), Пунат (1876), Добринь (1970), Башка (1554), Врбник (1245). Город Крк расположен в юго-западной части острова.
На границе общин Омишаль и Малинска-Дубашница расположено озеро Езеро.

## История
Остров был заселён с глубочайшей древности.
Римляне отвоевали остров у либурнов. В римский период было заложено множество поселений, на месте которых сейчас располагаются города острова. В 49 г. до н. э. возле острова состоялось морское сражение между флотами Юлия Цезаря и Помпея, описанное в поэме «Фарсалия, или О гражданской войне» римского поэта Лукана.
В VII веке на остров пришли славяне. В Средневековье остров перешёл под контроль Венеции, а после падения Венецианской республики в 1797 году отошёл Австрии. После короткого периода владычества французов в 1815 году Крк вместе с далматинским побережьем снова стал принадлежать Австрии.
В 1918—1921 годах остров оккупировали итальянцы, после Первой мировой войны он стал частью Королевства сербов, хорватов и словенцев, впоследствии Королевства Югославия. После Второй мировой войны — в составе СФРЮ.
После распада Югославии в 1990 году остров стал частью независимой Хорватии.

## Язык и культура

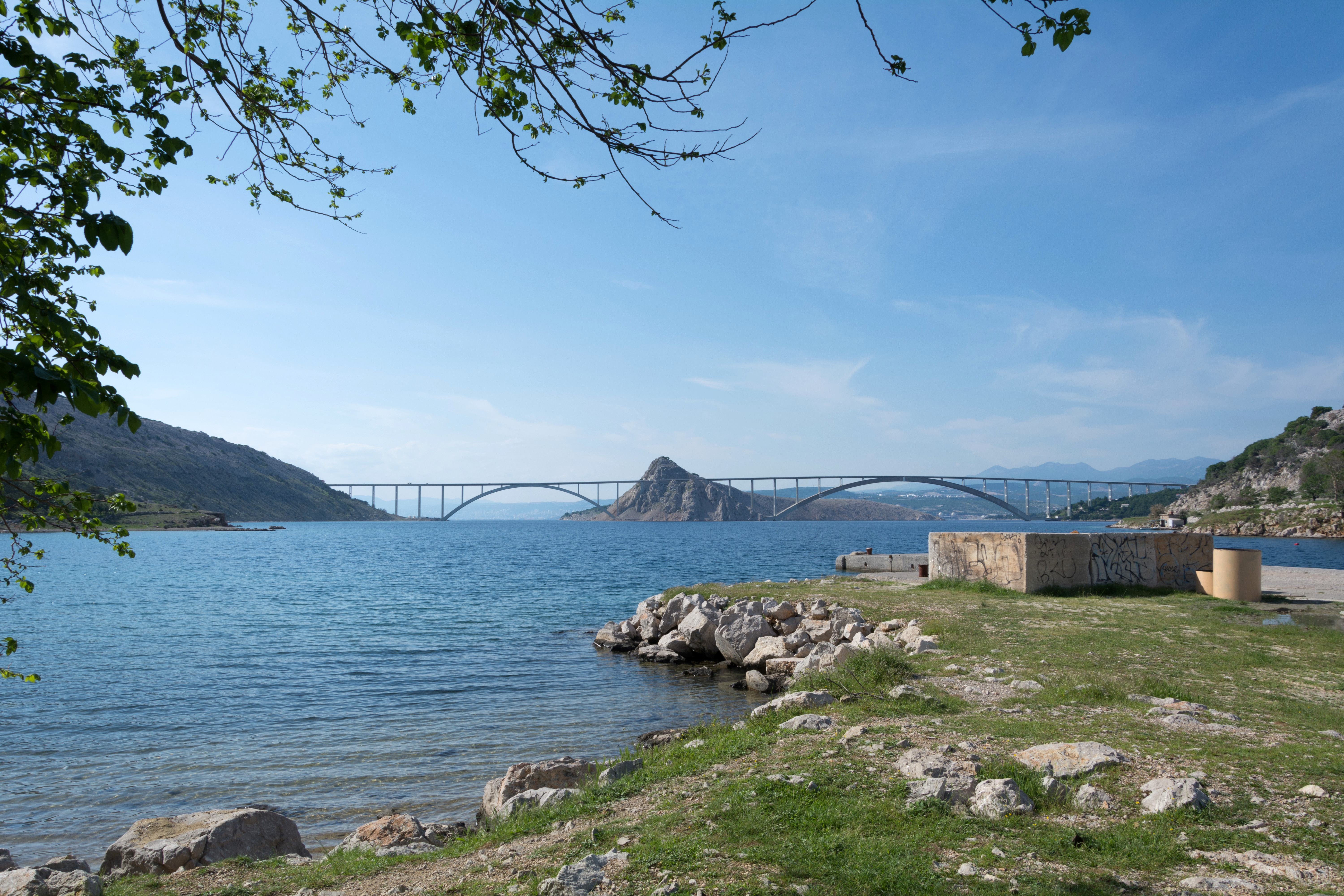
Мост на о. Крк

Особый интерес представляет лингвистическая история Крка. Остров являлся последней цитаделью далматинского языка, языка романской группы, который в Средневековье был распространён на всём далматинском побережье вплоть до Рагузы (Дубровника). На далматинском он назывался Викла. На побережье этот язык полностью вымер ещё в XVI веке, однако на Крке его северный диалект, названный вельотским по итальянскому названию острова, дожил до конца XIX века и употреблялся жителями острова наряду с хорватским и итальянским. Последний носитель этого языка, Туоне Удайна, погиб в 1898 году.

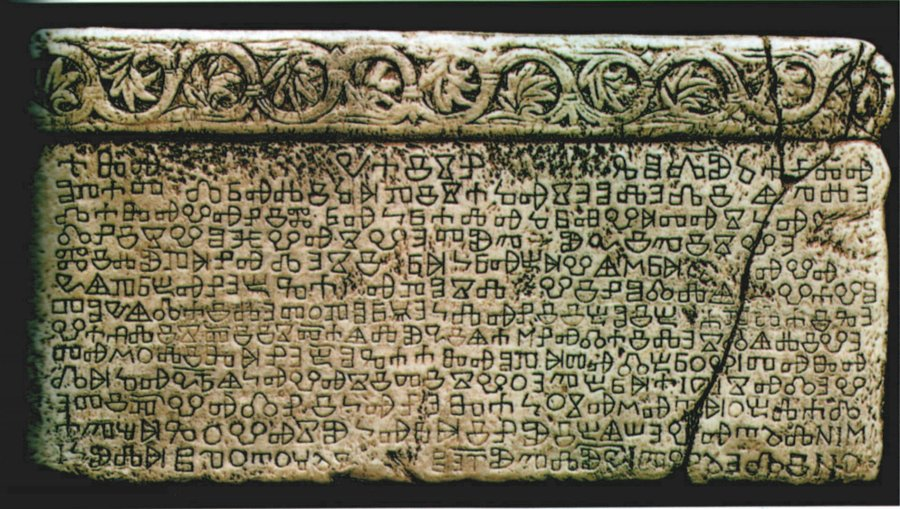
Башчанская плита

Крк всегда считался одним из главных центров хорватской культуры. Именно здесь была найдена знаменитая Башчанская плита, на которой глаголицей выбит текст о пожаловании земли местному монастырю хорватским королём Звонимиром. Это одно из первых упоминаний о хорватах в письменных источниках, а также один из самых древних и значительных памятников глаголической письменности.
На острове Крк дольше, чем в других местах северной Хорватии (до середины XX века), сохранялось в качестве повседневной практики богослужение по уникальному глаголическому обряду, представлявшему собой католическую мессу латинского обряда, но читаемую по-старославянски. Богослужебные тексты для этого обряда писались на глаголице. Традиция возводит появление глаголического обряда к св. Кириллу и Мефодию.

## Достопримечательности

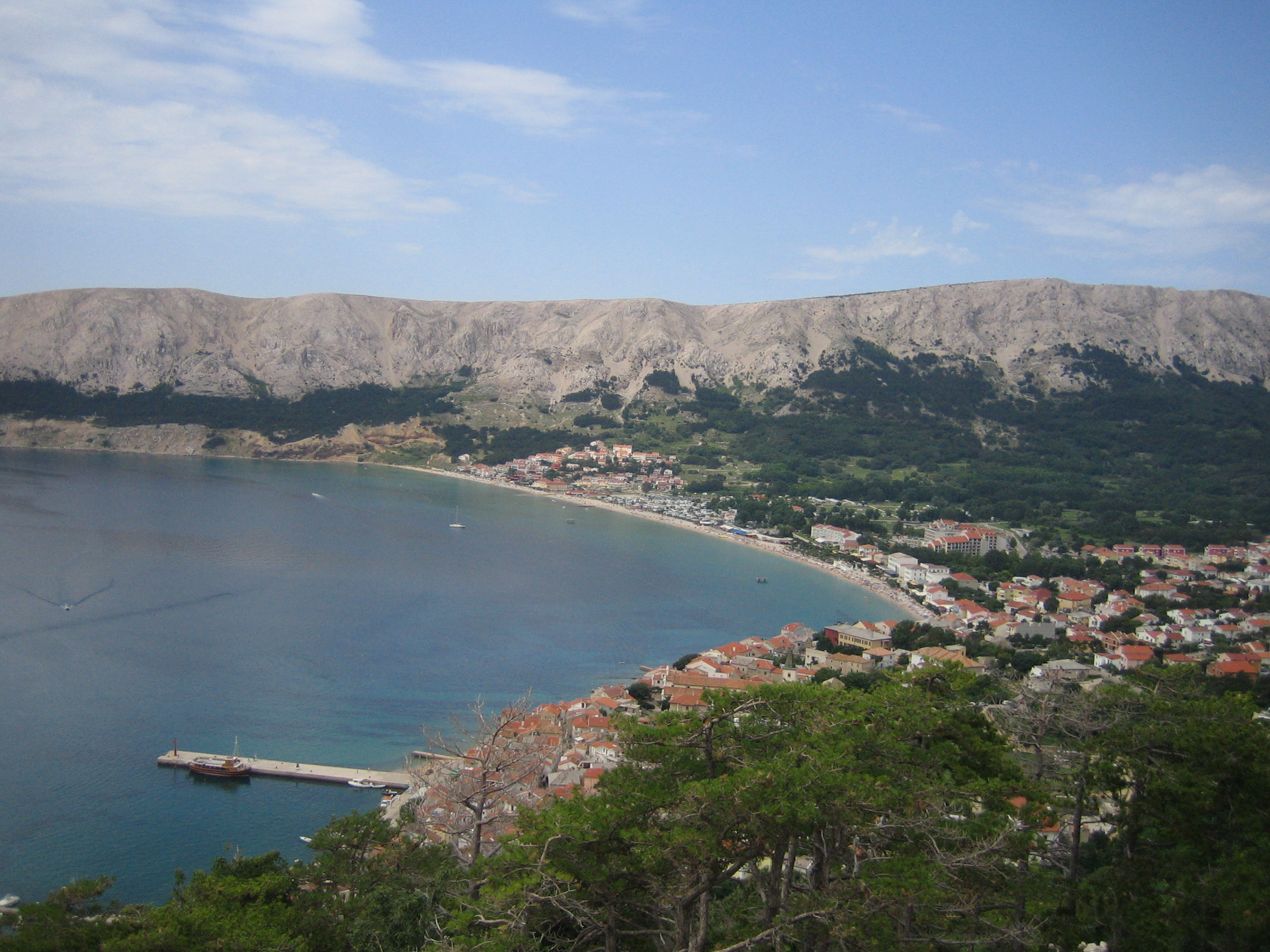
Бухта у г. Башка

- Крк — старинный город, ведущий свою историю с древнеримских времён.
- Врбник — небольшой город в 6 км от города Крк, один из самых сохранившихся в Хорватии городов-крепостей. Район славится своим вином и виноградниками — известное вино Врбничка Жлахтина производится из автохтонного сорта белого винограда — Жлахтина.
- Пунат — город расположен на берегу бухты, в середине которой находится маленький остров Кошлюн, на котором приютились старинный францисканский монастырь и ботанический сад при нём.
- Башка — известный курорт с красивыми пляжами, в окрестностях много старинных храмов, в одном из которых и была найдена Башчанская плита с надписью выполненной глаголицей. Кроме того, в городе находится известный аквариум с морскими рыбами.
- Пещера Бисеруйка (Biserujka) — самая большая карстовая пещера острова и одна из самых посещаемых пещер Хорватии. Открыта в 1834 году. Она богата разнообразными сталактитами и сталагмитами. Экскурсии по пещере проводятся с 1950 года, с 1997 года — постоянно.